# Ove Lind
Nils Ove Lind (Aussprache [ˌuːvə ˈlind], * 29. Juni 1926 in Stockholm; † 16. April 1991 in Haninge, Stockholms län) war ein schwedischer Jazz-Klarinettist, Arrangeur, Komponist und Bandleader des Swing.
Lind begann seine Karriere als Musiker 1946 und spielte in den Orchestern von Simon Brehm, Charlie Norman und Thore Swanerud, bevor er 1954 mit dem Bassisten Gunnar Almstedt ein Ensemble gründete, zu dem auch der Norweger Bjarne Nerem gehörte.
Der Stil der Band war geprägt von der Musik des Swing, speziell von Artie Shaw und Benny Goodman. Der Band gehörten u. a. Rune Öfwerman, Arnold Johanssson, Bjarne Nerem, Bengt Hallberg und Sture Kallin an. Sie spielten ausschließlich in Schweden und machten nur wenige Aufnahmen. Diese erschienen unter dem Titel Swingin’ the Blues auf Dragon Records. 1958 wurde das Quartett zum Sextett erweitert, zu dem auch der Trompeter Jan Allan gehörte. Die Formation bestand noch bis 1962.
Im Jahr 1963 gründete Lind ein Quartett mit dem Vibraphonisten Lars Erstrand, den Pianisten Ulf Johansson beziehungsweise Björn Sjödin, Rolf Larsson und Sven Sjöberg. Lind spielte auch mit der Swedish Swing Society mit Antti Sarpila, außerdem mit Bob Wilber und Egil Johansen und 1970 erneut mit Nerem. 1970 spielte er mit dem in Schweden weilenden Teddy Wilson. Um 1977 hatte Lind ein Quintett mit Lars Erstrand, das den Stil des klassischen Benny Goodman-Quartetts wiederbelebte und begleitete Joe Newman auf seinem Album At the Atlantic. 1978 arbeitete er mit Arne Domnérus. Um 1986 spielte Lind erneut mit Erstrand (Tribute to Benny Goodman Quartet).
Ove Lind war zudem als Arrangeur für das Metronome-Orchester tätig und schrieb die Filmmusik für den Film Nattens ljus (1957). Zu Erinnerung an Ove Lind nahm Lars Erstrand 2001 das Album Melodians – Swing In All Keys (Phontastic) auf.

## Diskographie
- The Morning in May (Phontastic, 1975/76) mit Lars Erstrand, Bengt Hallberg, Staffan Broms, Arne Willemsson, Egil Johanssen
- Summer Night (Phontastic, 1975/6)